# しんせい (たばこ)

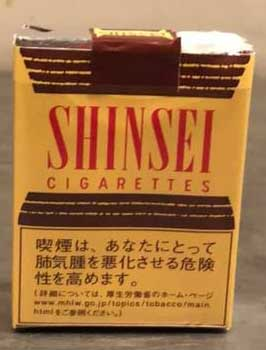

しんせいとは、日本たばこ産業(JT)が製造・販売していたたばこの銘柄である。ソフトパック。発売時から長年両切りタイプであったが末期の2016年6月以降はフィルター付きタバコになっていた。タール22mg、ニコチン1.6mg。

## 歴史
日本専売公社が発足した1949年（昭和24年）6月1日に発売された。戦後復興を背景にした新銘柄として「新生（しんせい）」の名称を与えられた。
「旧3級品」と呼ばれる製品のひとつ。1950年代には、それまで人気のあったゴールデンバットに代わって大衆向けの人気銘柄となった。1950年代中期には原料葉不足で、ゴールデンバットともども専売公社の生産・供給能力が追いつかず、煙草店でも品切れが多発して、価格の高い「いこい」を求めざるを得ない事態が起きた。当時、参議院の大蔵委員会でも「バット」「しんせい」と銘柄を名指しして、供給不足が問題に取り上げられた事例があったほどである。
2016年には発売以来初となる改良が発表された。ゴールデンバットとともにフィルター付きになり、タール値は22㎎から15㎎、ニコチン値1.6㎎から1.0㎎へ変更となった。また、価格は30円高い280円となる。2018年4月1日より一箱350円となる。
2018年10月9日にJTより同年12月以降、在庫売り尽くしをもっての廃止が発表された。

## 意匠
パッケージのデザインは、黄土色と茶色の地を基調に、赤色で"SHINSEI"という細いローマ字ロゴが入ったものである。

## 愛煙者・フィクションでの登場
- 作家の山本周五郎は、缶入りのピースから「ニコチンの量が少ないから[2]」という理由でしんせいに乗り換えている。

- タレント・ビートたけし（北野武）の著書をドラマ化した『菊次郎とさき』で、父・北野菊次郎（陣内孝則）が本品を吸うシーンがある。

- 三島由紀夫の小説『潮騒』(1954年)の主人公・久保新二が乗り込む漁船の漁労長や灯台長が本品を吸っている描写がある。

- イアン・フレミングのスパイ小説「ジェームズ・ボンド」シリーズの一つ『007は二度死ぬ』(1963年)では、来日したボンドが普段吸うたばこの代わりに本品を吸い、出先でも買い求めていた。「カリフォルニア葉の味」「軽く、すぐ吸い終わってしまう」など吸い味についての言及もされているが、これには1962年に自ら来日したフレミングの日本での見聞が活かされている。作中でボンドが愛飲しているたばこは、ロンドンの高級煙草店で、強い味にブレンドした葉を特注で巻かせているという設定になっており、日本製紙巻きたばこの中では強い部類に入る「しんせい」でもまだ軽いということになる。

- 「ルパン三世」シリーズでは、レギュラーキャラクターの銭形警部が愛飲するたばことして本品が登場する。

- 安部公房の小説『砂の女』(1962年)の中に、砂穴に閉じ込められた主人公・仁木順平に部落の配給として本品が配られた描写がある。

- 菊地秀行の小説『魔界都市〈新宿〉』などのドクター・メフィストシリーズでは、朽葉刑事が愛飲するたばことして本品が登場する。

- 映画「帰って来たヨッパライ」(1968年)では、50円に値上がりした本品を40円で買おうとするシーンがある。

- 映画「砂の器」(1974年)では、今西警部補（丹波哲郎）が伊勢の映画館「ひかり座」の売店で本品を買うシーンがある。

- 青木雄二の漫画『ナニワ金融道』で、海事代理士の落振が吸っているたばことして本品が登場する。作中(1996年)では自販機では売っていない珍しいたばことして描写されている。

- お座敷歌、宴会歌として、｢赤旗の唄｣｢国民の唄｣の替え歌と言われる、「国民の煙草しんせい」という歌がある。これは「鈴木慶一」などが音源として残している。歌詞は色々なパターンが存在するが、基本的に「国民の煙草しんせいは安くて本数が多い」である。

- 友部正人の曲「一本道」の歌詞に登場する。